# Стояк тертя
Стояк тертя (Стояк клиновий) (рос. стойка трения, англ. friction prop; нім. Reibungsstempel m) — металевий кріпильний стояк, у якого висувна частина фіксується в робочому положенні і створює опір переміщенню за рахунок тертя в замку стояка. Опір може бути постійним і зростаючим.
Типи вітчизняних стояків: ТУ, ТЖ. 
Потужність пластів, де вони застосовуються, — 0,5…1,8 м. 
Робочий опір 196…245 кН. Маса 13,5…43,2 кг.